# Lajoš Engler
Lajoš Engler, detto Lala (in serbo Лајош Енглер?; Bátaszék, 20 giugno 1928 – Zrenjanin, 1º maggio 2020), è stato un cestista jugoslavo.
Dopo il ritiro conseguì la laurea all'Università di Belgrado, per poi diventare insegnante di tedesco.
Engler è morto il 1º maggio 2020.

## Carriera
Con la Jugoslavia ha disputato due edizioni dei Campionati mondiali (1950, 1954) e due dei Campionati europei (1953, 1957).

## Palmarès
- YUBA liga: 1

Proleter Zrenjanin: 1956